# José Enrique Guarnizo
José Enrique Guarnizo (15 de septiembre de 1980) es un periodista y escritor colombiano. Ha sido editor de la Revista Semana y de El Colombiano. Ha sido Ganador del Premios Internacionales de Periodismo Rey de España en dos ocasiones (en 2011 y 2020) y 3 veces el Premio Nacional de Periodismo Simón Bolívar (2018, 2019 y 2020). La telenovela La viuda negra de RTI Televisión y Televisa es una adaptación de su libro La patrona de Pablo Escobar obra  basada en la vida de Griselda Blanco.

## Distinciones
- Premio Internacional de Periodismo Rey de España  2011[1] y 2020
- Premio Nacional de Periodismo Simón Bolívar 2018, 2019 y 2020[2]